# Scriptania mus
Scriptania mus là một loài bướm đêm trong họ Noctuidae.